# ジョアキン・ロボ・ダ・シルヴェイラ (第7代オリオラ伯爵)

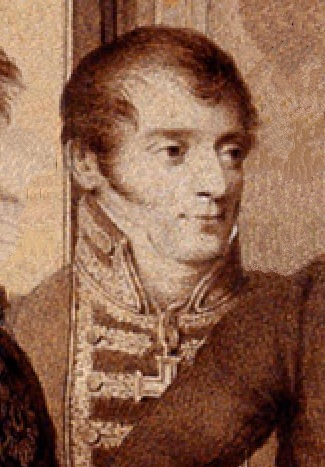
オリオーラ伯爵、1814年

第7代オリオラ伯爵ジョアキン・ロボ・ダ・シルヴェイラ（ポルトガル語: Joaquim Lobo da Silveira、1772年 - 1846年）は、ポルトガル王国の外交官。1815年のウィーン会議でポルトガル代表を務めた。彼は会議で摂政王太子ジョアンの代表として条約を締結、2月8日には「奴隷貿易廃止に関する列強の宣言」（Declaration of the Powers, on the Abolition of the Slave Trade）にも署名した。
その後、プロイセン王国で土地を購入して帰化、プロイセン王は彼を伯爵（グラーフ、ポルトガルの「コンデ」と同等）に叙した。